# Michal Habánek
Michal Habánek (* 12. dubna 1994 v Trenčíně) je slovenský fotbalový obránce, od srpna 2014 působící v MFK Ružomberok.

## Klubová kariéra
Svoji fotbalovou kariéru začal v AFC Nové Mesto nad Váhom, odkud ještě jako dorostenec přestoupil nejprve do Trenčína a poté do Trnavy. V létě 2011 se přesunul do A-týmu Spartaku, kde si odbyl premiéru 15.10.2011 v utkání s Dunajskou Stredou. V srpnu 2013 zamířil na půlroční hostování do Senice. V zimě 2013 se vrátil zpět do Trnavy. V průběhu ročníku 2014/15 přestoupil výměnou za Lukáše Greššáka do Ružomberku. Do týmu Ružomberku přišel společně s ním na hostování z Trnavy Martin Mečiar.